# 起源州系列赛
起源州系列赛（英語：State of Origin series）是澳洲全國橄欖球聯賽（NRL）一年一度的全明星赛事。
球员从联赛的16个职业俱乐部里挑选，出生在新南威爾士州的优秀球员入选新南威尔士蓝队（New South Wales Blues），出生在昆士蘭州的优秀球员入选昆士兰栗队（Queensland Maroons）。两队间进行三战两胜制的系列赛，以确定哪个州是聯盟式橄欖球较强的州。
首届赛事于1980年举行，当时是一场定胜负的赛制，昆士兰栗队获得了首届冠军。赛事于1982年开始变为三战两胜制的系列赛，赛制采取主、客、主循环赛，由两个队轮流享有主场优势。新南威尔士蓝队于奇数年享有主场优势，昆士兰栗队则在偶数年享有主场优势。
在系列赛中获得两场或三场胜利的球队获得起源州盾（State of Origin shield）。如果双方在系列赛中打平（各取得1胜1负1平或3场皆平），则由该年的卫冕冠军继续保有起源州盾。由于联盟式橄榄球很难出现平局，因此到目前为止该赛事仅出现过2次平局。
截至2014年，起源州系列赛共举行了36届比赛，昆士兰栗队获得了23届冠军（包括2006年至2013年间的八连冠），新南威尔士蓝队获得了13届冠军。1999年和2002年的系列赛出现了双方各取1胜1负1平的局面，两次平局都由该年的卫冕冠军昆士兰栗队继续保有起源州盾。